# ليون درايسديل
ليون درايسديل (بالإنجليزية: Leon Drysdale)‏ هو لاعب كرة قدم بريطاني، ولد في 3 فبراير 1982 في والسال في المملكة المتحدة. لعب مع شروزبري تاون وكامبريدج يونايتد.

## وصلات خارجية
- ليون درايسديل على موقع قاعدة بيانات كرة القدم.إي يو (الإنجليزية)
- ليون درايسديل على موقع Soccerbase.com (لاعب) (الإنجليزية)